# Gologlavci
Gologlavci (znanstveno ime Deconica) so rod gliv iz družine strniščark (Strophariaceae).

## Seznam gologlavcev Slovenije[3]
- govnov gologlavec (Deconica coprophila)
- gnojev gologlavec (Deconica merdaria)
- gorski gologlavec (Deconica montana)
- rombastotrosni gologlavec (Deconica phyllogena)